# Brachyhesma paucivenata
Brachyhesma paucivenata är en biart som beskrevs av Exley 1977. Brachyhesma paucivenata ingår i släktet Brachyhesma och familjen korttungebin. Inga underarter finns listade.

## Bildgalleri

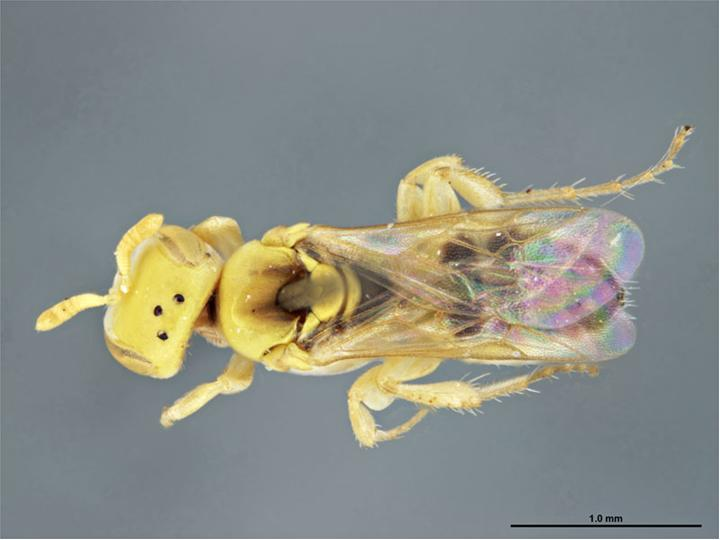